# Tour Ronde
Die Tour Ronde ist ein 3792 m hoher Berg in der Mont-Blanc-Gruppe, der rund 3,5 Kilometer östlich des Mont Blanc liegt. Über seinen Gipfel verläuft die Grenze zwischen Frankreich und Italien. Er liegt am Ostfuß des Mont Maudit und bildet die erste Erhebung im Verbindungsgrat zum Dent du Géant. Der Gipfel ist von zwei großen Gletschern umgeben, nördlich liegt der Glacier du Géant, südlich wird er vom Glacier de la Brenva umflossen.
Vom Gipfel hat man eine beeindruckende Rundsicht auf die Südabstürze des Mont Blanc mit der Aiguille Blanche de Peuterey, auf die Südostseite des Mont Blanc du Tacul mit dem Felsobelisken Grand Capucin und nach Westen auf den Dent du Géant.

## Gipfelrouten
Der Anstieg zur Tour Ronde kann sowohl von der französischen wie auch von der italienischen Seite durch Nutzung von Seilbahnen verkürzt werden. Mögliche Stützpunkte sind dabei das Rifugio Torino (CAI) auf 3371 m, erreichbar mit der Seilbahn von Entrèves bei Courmayeur im italienischen Aostatal, oder das Refuge des Cosmiques auf 3613 m, welches mit Hilfe der Seilbahn von Chamonix auf die Aiguille du Midi erreicht werden kann.
Der Normalweg führt über den Südostgrat und fordert kombinierte Kletterei im II. Grad. Eine weitere Anstiegsmöglichkeit bildet das Westcouloir (ZS, Eis bis 50 Grad). Durch die knapp 400 Meter hohe Nordwand führt eine Eisroute mit Stellen bis 55 Grad. Sie besteht aus zwei Eisfeldern, welche durch den so genannten Flaschenhals verbunden sind. Dieser bildet gleichzeitig auch die Schlüsselstelle der Nordwandroute.